# Сухий степ передгір'їв Тянь-Шаню
Сухий степ передгір'їв Тянь-Шаню (WWF ID: PA0818) — екорегіон біому помірні луки, савани і чагарники, що охоплює північні та західні передгір'я гір Тянь-Шаню, із центром на озері Іссик-Куль, Киргизстан. Цей регіон отримує більше вологи ніж решта Центральної Азії, тим самим підтримуючи більшу різноманітність видів рослин та тварин, ніж пустелі на південь.

## Розташування та опис
Екорегіон розкинувся у передгір'ях Тянь-Шаню, простягаючись приблизно за 1000 км від Західного Киргизстану до невеликої ділянки у провінції Сіньцзян, Китай. Передгір'я північно-західного Тянь-Шаню — низка хребтів та озерних сточищ. Висоти цього екорегіону становлять 150—660 метрів. Площа — 129,000 км².

## Клімат
В екорегіоні представлено декілька різних кліматичних зон, як напівпосушливих, так і вологих. Найпоширенішим на північному сході є напівсуха холодна зона (Класифікація кліматів Кеппена (BSk)). Цей клімат, як правило, характеризується більшою кількістю опадів, ніж у пустелі та холоднішою температурою. Західні райони екорегіону та наближені до головного хребта тепліші, особливо влітку, з температурою вище 32° С у липні.

## Флора і фауна
В екорегіоні найпоширенішими рослинами є: Festuca, ковила, полин, тамарикс. Найпоширеніші ссавці: червона лисиця звичайна, лисиця корсак, вовк, манул, ласки, тхори, а також полівки та землерийки.